# Schindel (adelsslægt)
Af den uradelige slægt von Schindel, som er hjemmehørende i Schlesien og Oberlausitz, og som tidligst nævnes med Elgenis Schindel ca. 1280, kom Wiglas von Schindel (død 1695) til Puditsch, Wabnitz og Nauke til Danmark, først som page kort efter 1660, dernæst omkring 1690, da han indrettede Det ridderlige Akademi, for hvilket han samme år blev overhofmester; af hans børn skal nævnes admiral Wiglas von Schindel (1684-1756), etatsråd, amtmand Heinrich Leopold von Schindel (1686-1723) og grevinde Charlotte Helene von Schindel (ca. 1690-1752), der ægtede brigader Ernst Gottschalck von Bülow (1672-1721) — samt generalmajor Friedrich Wilhelm von Schindel (1690-1755), hvis søn admiral, marinedeputeret Conrad von Schindel (1715-1794) var fader til major Frederik Jørgen von Schindel (1767-1837).